# みなに幸あれ
『みなに幸あれ』（みなにさちあれ）は、2024年の日本のホラー映画。
KADOKAWA主催の一般公募フィルムコンペティション「第1回日本ホラー映画大賞」で大賞を受賞した下津優太の同名短編映画を下津自身がメガホンをとり、長編映画化。清水崇が総合プロデュースを手がけ、『ミンナのウタ』の角田ルミが脚本を担当した。古川琴音はこれがホラー映画初主演となる。R15+指定。

## あらすじ
看護師の専門学校に通うため東京で一人暮らしをする主人公の女性(「孫」)は、実家の両親や弟と共に田舎の祖父母の家に帰省することになった。しかし、当日に母親が熱を出し、一人だけ先着する「孫」。「孫」と両親は彼女が幼い頃、この家で祖父母と同居していたが、「孫」にとっては夜中に誰も居ないはずの2階から物音が聞こえたり、トイレから呻(うめ)き声が漏れる気味の悪い家だった。
懐かしそうに「幸せか？」と「孫」を迎える祖父母。入ったことのない2階の奥の部屋が妙に気になり、祖母に尋ねると、祖母は「人が住んでいる」と答えたが、すぐに物置きだと言い直した。
同級生たちのイジメで畑に自転車ごと落ちた男子中学生を助ける「孫」。軽トラで通りかかった「孫」の幼馴染の青年は、「お前のせいじゃない」と中学生を慰め元気づけた。「孫」が幼馴染と会ったと知り、不快そうに「もう会うな」と注意する祖父。
夜中に2階の部屋の鍵を盗み、ドアを開けようとする「孫」。そこに現れた祖母は夢遊病のようにドアへの体当たりを繰り返した。翌朝、何ごとも無かったように朝食を食べていると、目と口を糸で綴じられたパンツ一枚の男性が唸りながら廊下を這って来た。男を2階の奥の部屋に引きずり戻し、縛り付ける祖父母。手伝えと言われて家を飛び出す「孫」。
軽トラに乗った幼馴染とその父親に出会う「孫」。父子二人暮らしの父親は体調がすぐれず寝込みがちだった。幼馴染に家にいた男性を助けたいと協力を求める「孫」。幼馴染は何かを知っている様子だったが、祖父母の家に同行した。
男性の目と口を開け、祖父母が止めるのも聞かずに外へ連れ出す「孫」と幼馴染。だが、裸の男は村人が運転する軽トラにはねられ動かなくなった。そこへ自家用車で到着する「孫」の家族。母親は取り乱す「孫」を押さえて、「地球上の幸せには限りがあり、奪い合う」と説き、父親がライターで火を付けると裸の男は簡単に燃えて灰になった。
何事もなかったように夕食を取る祖父母と「孫」の家族。「孫」が泣き叫んでも相手にされず、明日までに代わりを見つけて来いと命じられてしまう。どこの家にも犠牲の「何者か」が隠されていると知る「孫」。
近所の老婆から、伯母(父の姉)も同様に、この状況を理解できなかったと聞かされる「孫」。伯母が山深くに住んでいると聞いて会いに行くと、伯母は、この世は仮想現実であり目覚めて上の世界に行くことが望みだと語って「孫」に薪割りを手伝わせた。気づくと斧で、笑顔の伯母の頭を割っている「孫」。
家に逃げ帰ると、弟は両目から血を流し、祖母は臨月のお腹を抱える異常事態となっていた。両親から早く代わりを見つけろと急かされ外に出ると、いじめられていた中学生が同級生たちと仲良くなっていた。「反抗をやめて受け入れた」と話す中学生。
祖父母や両親が新しい犠牲者の候補を招き入れているのを見て追い返す「孫」。幼馴染の家に行くと彼の父親は病死していた。この家には代々「あれ」がいないから不幸だ。状況を変えようとしたが無理だったと絶望する幼馴染。ひきつけを起こし、「もう嫌だ」と苦しむ「孫」を見た幼馴染は、彼女の手を取り自分の首を絞めさせて昏倒した。
幼馴染を家に運び、家族と共に目と口を綴じて新しい犠牲者とする「孫」。数年後、看護師となって医師の婚約者を手に入れた「孫」は、初めて彼の両親に会いに行く幸福に浸っていた。

## キャスト
- 孫娘−古川琴音
- 孫の幼馴染−松大航也
- 孫の祖母−犬山良子
- 孫の父−西田優史
- 孫の母−吉村志保
- 犠牲者−橋本和雄
- 孫の同級生−野瀬恵子
- 孫の祖父−有福正志

## スタッフ
- 監督･原案･編集：下津優太
- 脚本：角田ルミ
- 総合プロデュース：清水崇
- 企画：工藤大丈
- 統括：古賀芳彦
- 製作：菊池剛、五十嵐淳之
- プロデューサー：小林剛、中林千賀子、下田桃子
- 撮影：岩渕隆斗
- 照明：中嶋裕人
- 録音：紙谷英司
- 美術：松本慎太朗
- スタイリスト：上野圭助
- ヘアメイク：木戸友子
- CG：橘剛史
- 音楽：香田悠真
- 主題歌：Base Ball Bear「Endless Etude （BEST WISHES TO ALL ver.）」
- 製作会社：KADOKAWA、ムービーウォーカー、PEEK A BOO（制作プロダクション：ブースタープロジェクト）
- 配給：KADOKAWA